# Championnat d'Afrique des nations masculin de handball 2018
Navigation
Égypte 2016 Tunisie 2020
La vingt-troisième édition du Championnat d'Afrique des nations masculin de handball aussi appelé CAN, s'est déroulée du 17 au 27 janvier 2018 au Gabon qui organise cette compétition pour la première fois.
La Tunisie remporte son dixième titre en battant en finale l'Égypte 26 à 24,. Ces deux équipes ainsi que l'Angola, troisième, sont qualifiées pour le championnat du monde 2019.

## Présentation

### Lieu de la compétition
La compétition se déroule entièrement au Palais des sports de Libreville, d'une capacité de 6 000 places.

### Modalités
Les équipes sont réparties en deux groupes de 5 équipes. Les quatre premiers sont qualifiées pour la phase finale (1/4 de finale). Les deux derniers sont éliminés mais joueront le match pour la 9e place. Les quatre équipes éliminées en quart de finale jouent également des matchs de classement.
Le tirage au sort a eu lieu dans la capitale gabonaise Libreville le 3 novembre 2017.

## Tour préliminaire

### Groupe A
|   | Équipe   | Pts | J | G | N | P | Bp  | Bc  | Diff | Dép |
| - | -------- | --- | - | - | - | - | --- | --- | ---- | --- |
| 1 | Tunisie  | 7   | 4 | 3 | 1 | 0 | 120 | 89  | 31   | -   |
| 2 | Gabon    | 5   | 4 | 2 | 1 | 1 | 97  | 103 | -6   | +1  |
| 3 | Algérie  | 5   | 4 | 2 | 1 | 1 | 114 | 105 | 9    | -1  |
| 4 | Congo    | 2   | 4 | 1 | 0 | 3 | 105 | 118 | -13  | -   |
| 5 | Cameroun | 1   | 4 | 0 | 1 | 3 | 100 | 121 | -21  | -   |

Le Gabon devance l'Algérie grâce à sa victoire 26 à 25.
| 17 janvier 2018 11h00 | Algérie   | 31 – 23 | Cameroun | Palais des sports, Libreville |
| 17 janvier 2018 11h00 | (18 – 13) |         |          | Palais des sports, Libreville |

| 17 janvier 2018 18h30 | Gabon     | 27 – 22 | Congo | Palais des sports, Libreville |
| 17 janvier 2018 18h30 | (14 – 12) |         |       | Palais des sports, Libreville |

| 18 janvier 2018 13h00 | Cameroun  | 26 – 32 | Tunisie | Palais des sports, Libreville |
| 18 janvier 2018 13h00 | (14 – 15) |         |         | Palais des sports, Libreville |

| 18 janvier 2018 19h00 | Algérie   | 25 – 26 | Gabon | Palais des sports, Libreville |
| 18 janvier 2018 19h00 | (12 – 16) |         |       | Palais des sports, Libreville |

| 19 janvier 2018 15h00 | Congo     | 31 – 33 | Algérie | Palais des sports, Libreville |
| 19 janvier 2018 15h00 | (14 – 19) |         |         | Palais des sports, Libreville |

| 19 janvier 2018 19h00 | Gabon    | 15 – 27 | Tunisie | Palais des sports, Libreville |
| 19 janvier 2018 19h00 | (6 – 11) |         |         | Palais des sports, Libreville |

| 21 janvier 2018 15h00 | Cameroun | 22-29 | Congo | Palais des sports, Libreville |
| 21 janvier 2018 15h00 | (10-11)  |       |       | Palais des sports, Libreville |

| 21 janvier 2018 17h00 | Tunisie | 25-25 | Algérie | Palais des sports, Libreville |
| 21 janvier 2018 17h00 | (13-11) |       |         | Palais des sports, Libreville |

| 22 janvier 2018 13h00 | Tunisie | 36-23 | Congo | Palais des sports, Libreville |
| 22 janvier 2018 13h00 | (19-8)  |       |       | Palais des sports, Libreville |

| 22 janvier 2018 19h00 | Cameroun | 29-29 | Gabon | Palais des sports, Libreville |
| 22 janvier 2018 19h00 | (15-16)  |       |       | Palais des sports, Libreville |

### Groupe B
|   | Équipe   | Pts | J | G | N | P | Bp  | Bc  | Diff |
| - | -------- | --- | - | - | - | - | --- | --- | ---- |
| 1 | Égypte   | 8   | 4 | 4 | 0 | 0 | 121 | 97  | 24   |
| 2 | Angola   | 6   | 4 | 3 | 0 | 1 | 108 | 85  | 23   |
| 3 | Maroc    | 4   | 4 | 2 | 0 | 2 | 106 | 116 | -10  |
| 4 | RD Congo | 2   | 4 | 1 | 0 | 3 | 106 | 118 | -12  |
| 5 | Nigeria  | 0   | 4 | 0 | 0 | 4 | 82  | 107 | -25  |

| 17 janvier 2018 9h00 | Angola   | 29 – 16 | Nigeria | Palais des sports, Libreville |
| 17 janvier 2018 9h00 | (13 – 5) |         |         | Palais des sports, Libreville |

| 17 janvier 2018 13h00 | Maroc     | 28 – 33 | Égypte | Palais des sports, Libreville |
| 17 janvier 2018 13h00 | (15 – 17) |         |        | Palais des sports, Libreville |

| 18 janvier 2018 15h00 | RD Congo | 23 – 28 | Angola | Palais des sports, Libreville |
| 18 janvier 2018 15h00 | (8 – 13) |         |        | Palais des sports, Libreville |

| 18 janvier 2018 17h00 | Nigeria   | 22 – 27 | Égypte | Palais des sports, Libreville |
| 18 janvier 2018 17h00 | (10 – 12) |         |        | Palais des sports, Libreville |

| 19 janvier 2018 13h00 | RD Congo  | 28 – 21 | Nigeria | Palais des sports, Libreville |
| 19 janvier 2018 13h00 | (13 – 11) |         |         | Palais des sports, Libreville |

| 19 janvier 2018 17h00 | Angola    | 32 – 21 | Maroc | Palais des sports, Libreville |
| 19 janvier 2018 17h00 | (14 – 12) |         |       | Palais des sports, Libreville |

| 21 janvier 2018 13h00 | Maroc     | 33 – 28 | RD Congo | Palais des sports, Libreville |
| 21 janvier 2018 13h00 | (18 – 13) |         |          | Palais des sports, Libreville |

| 21 janvier 2018 19h00 | Égypte   | 25 – 20 | Angola | Palais des sports, Libreville |
| 21 janvier 2018 19h00 | (13 – 9) |         |        | Palais des sports, Libreville |

| 22 janvier 2018 15h00 | Maroc    | 24 – 23 | Nigeria | Palais des sports, Libreville |
| 22 janvier 2018 15h00 | (7 – 13) |         |         | Palais des sports, Libreville |

| 22 janvier 2018 17h00 | Égypte   | 36 – 27 | RD Congo | Palais des sports, Libreville |
| 22 janvier 2018 17h00 | (19 – 7) |         |          | Palais des sports, Libreville |

## Phase finale
|  | Quarts de finale | Quarts de finale        |                 |                 | Demi-finales            | Demi-finales            |    |  | Finale          | Finale          |
|  | Quarts de finale | Quarts de finale        |                 |                 | Demi-finales            | Demi-finales            |    |  | Finale          | Finale          |
|  |                  |                         |                 |                 |                         |                         |    |  |                 |                 |
|  | 24 janvier 2018  | 24 janvier 2018         |                 |                 | 25 janvier 2018 à 17h00 | 25 janvier 2018 à 17h00 |    |  | 27 janvier 2018 | 27 janvier 2018 |
|  | 24 janvier 2018  | 24 janvier 2018         |                 |                 | 25 janvier 2018 à 17h00 | 25 janvier 2018 à 17h00 |    |  | 27 janvier 2018 | 27 janvier 2018 |
|  | Tunisie          | 38                      |                 |                 | 25 janvier 2018 à 17h00 | 25 janvier 2018 à 17h00 |    |  | 27 janvier 2018 | 27 janvier 2018 |
|  | Tunisie          | 38                      |                 |                 | 25 janvier 2018 à 17h00 | 25 janvier 2018 à 17h00 |    |  | 27 janvier 2018 | 27 janvier 2018 |
|  | RD Congo         | 21                      |                 |                 | 25 janvier 2018 à 17h00 | 25 janvier 2018 à 17h00 |    |  | 27 janvier 2018 | 27 janvier 2018 |
|  | RD Congo         | 21                      | Tunisie         | 34              |                         |                         |    |  | 27 janvier 2018 | 27 janvier 2018 |
|  | 24 janvier 2018  |                         | Tunisie         | 34              |                         |                         |    |  | 27 janvier 2018 | 27 janvier 2018 |
|  |                  | Angola                  | 14              |                 |                         |                         |    |  | 27 janvier 2018 | 27 janvier 2018 |
|  | Angola           | Angola                  | 14              | 29              |                         |                         |    |  | 27 janvier 2018 | 27 janvier 2018 |
|  | Angola           |                         |                 | 29              |                         |                         |    |  | 27 janvier 2018 | 27 janvier 2018 |
|  | Algérie          | 27                      |                 |                 |                         |                         |    |  | 27 janvier 2018 | 27 janvier 2018 |
|  | Algérie          | 27                      | Tunisie         | 26              |                         |                         |    |  |                 |                 |
|  | 24 janvier 2018  |                         | Tunisie         | 26              |                         |                         |    |  |                 |                 |
|  |                  | Égypte                  | 24              |                 |                         |                         |    |  |                 |                 |
|  | Gabon            | Égypte                  | 24              | 23              |                         |                         |    |  |                 |                 |
|  | Gabon            | 25 janvier 2018 à 19h00 |                 | 23              |                         |                         |    |  |                 |                 |
|  | Maroc            | 26ap                    |                 |                 |                         |                         |    |  |                 |                 |
|  | Maroc            | 26ap                    | Maroc           | 19              |                         |                         |    |  |                 |                 |
|  | 24 janvier 2018  | 24 janvier 2018         | Maroc           | 19              | Match pour la 3e place  | Match pour la 3e place  |    |  |                 |                 |
|  | 24 janvier 2018  | 24 janvier 2018         |                 | Égypte          | Match pour la 3e place  | Match pour la 3e place  | 31 |  |                 |                 |
|  | Égypte           | 37                      | 27 janvier 2018 | 27 janvier 2018 |                         |                         | 31 |  |                 |                 |
|  | Égypte           | 37                      | 27 janvier 2018 | 27 janvier 2018 |                         |                         |    |  |                 |                 |
|  | Congo            | 22                      |                 | Angola          | 29                      |                         |    |  |                 |                 |
|  | Congo            | 22                      |                 | Angola          | 29                      |                         |    |  |                 |                 |
|  |                  |                         |                 |                 |                         |                         |    |  | Maroc           | 26              |
|  |                  |                         |                 |                 |                         |                         |    |  | Maroc           | 26              |

### Match pour la3eplace
| 27 janvier 2018 13h00 | Angola    | 29 - 26 | Maroc | Palais des sports, Libreville |
| 27 janvier 2018 13h00 | (17 - 13) |         |       | Palais des sports, Libreville |

### Finale
| 27 janvier 2018 19h00 | Égypte  | 24 - 26 | Tunisie | Palais des sports, Libreville |
| 27 janvier 2018 19h00 | (15-13) |         |         | Palais des sports, Libreville |

## Matchs de classement

### Matchs de la5eà8eplace
|  | Demi-finales de classement       | Demi-finales de classement       |                        |            | Match pour la 5e place | Match pour la 5e place |
|  | Demi-finales de classement       | Demi-finales de classement       |                        |            | Match pour la 5e place | Match pour la 5e place |
|  |                                  |                                  |                        |            |                        |                        |
|  | 25 janvier 2018 à 13h00 (UTC +1) | 25 janvier 2018 à 13h00 (UTC +1) |                        |            | 27 janvier 2018 à 9h00 | 27 janvier 2018 à 9h00 |
|  | 25 janvier 2018 à 13h00 (UTC +1) | 25 janvier 2018 à 13h00 (UTC +1) |                        |            | 27 janvier 2018 à 9h00 | 27 janvier 2018 à 9h00 |
|  | RD Congo                         | 24 (14)                          |                        |            | 27 janvier 2018 à 9h00 | 27 janvier 2018 à 9h00 |
|  | RD Congo                         | 24 (14)                          |                        |            | 27 janvier 2018 à 9h00 | 27 janvier 2018 à 9h00 |
|  | Algérie                          | 29 (15)                          |                        |            | 27 janvier 2018 à 9h00 | 27 janvier 2018 à 9h00 |
|  | Algérie                          | 29 (15)                          | Algérie                | 23 (14)    |                        |                        |
|  | 25 janvier 2018 à 15h00 (UTC +1) |                                  | Algérie                | 23 (14)    |                        |                        |
|  |                                  | Gabon                            | 24 (9)                 |            |                        |                        |
|  | Gabon                            | Gabon                            | 24 (9)                 | 31 (16) ap |                        |                        |
|  | Gabon                            |                                  |                        | 31 (16) ap |                        |                        |
|  | Congo                            | 30 (20)                          |                        |            |                        |                        |
|  | Congo                            | 30 (20)                          | Match pour la 7e place |            |                        |                        |
|  |                                  |                                  |                        |            |                        |                        |
|  | 27 janvier 2018 à 11h00          |                                  |                        |            |                        |                        |
|  |                                  |                                  |                        |            |                        |                        |
|  | RD Congo                         | 23 (10)                          |                        |            |                        |                        |
|  | RD Congo                         | 23 (10)                          |                        |            |                        |                        |
|  | Congo                            | 24 (9)                           |                        |            |                        |                        |
|  | Congo                            | 24 (9)                           |                        |            |                        |                        |

### Match pour la9eplace
| 25 janvier 2018 11h00 | Cameroun | 27-19 | Nigeria | Palais des sports, Libreville |
| 25 janvier 2018 11h00 | (16-10)  |       |         | Palais des sports, Libreville |

## Classement final
| Rang                        | Équipe   | M | V | N | D |
| --------------------------- | -------- | - | - | - | - |
| Médaille d'or, Afrique      | Tunisie  | 7 | 6 | 1 | 0 |
| Médaille d'argent, Afrique  | Égypte   | 7 | 6 | 0 | 1 |
| Médaille de bronze, Afrique | Angola   | 7 | 5 | 0 | 2 |
| 4                           | Maroc    | 7 | 3 | 0 | 4 |
| 5                           | Gabon    | 7 | 4 | 1 | 2 |
| 6                           | Algérie  | 7 | 3 | 1 | 3 |
| 7                           | Congo    | 7 | 2 | 0 | 5 |
| 8                           | RD Congo | 7 | 1 | 0 | 6 |
| 9                           | Cameroun | 5 | 1 | 1 | 3 |
| 10                          | Nigeria  | 5 | 0 | 0 | 5 |

La Tunisie, l'Égypte et l'Angola valident leurs tickets  pour le championnat du monde 2019

## Équipe-type de la compétition
| Missaoui Bacha Mamdouh Rezzouki Zein Berkous Pestana Meilleur joueur : Ali Zein Meilleur buteur : Messaoud Berkous               |
| Équipe-type de la compétition |
| · Missaoui · Bacha · Mamdouh · Rezzouki · Zein · Berkous · Pestana Meilleur joueur : Ali Zein Meilleur buteur : Messaoud Berkous |

L'équipe-type désignée par la Confédération africaine de handball est la suivante :
- Meilleur joueur :  Ali Zein
- Meilleur gardien de but :  Makram Missaoui
- Meilleur ailier gauche :  Rafik Bacha
- Meilleur pivot :  Mohamed Mamdouh
- Meilleur ailier droit :  Reida Rezzouki
- Meilleur arrière gauche :  Ali Zein
- Meilleur arrière droit :   Adelino Pestana
- Meilleur demi-centre :  Messaoud Berkous

Le meilleur buteur est l'Algérien Messaoud Berkous.